# Bob Marley
Robert Nesta Marley, més conegut com a Bob Marley   (Nine Mile, 6 de febrer de 1945 - Hospital Memorial Jackson, 11 de maig de 1981), fou un músic de reggae jamaicà.

## La seva vida
Fill de Cedella Malcolm, una dona jamaicana de 18 anys, i de Norval Marley, un capità de l'exèrcit britànic, que es va desentendre del seu fill. A la fi dels anys cinquanta, Robert es va traslladar amb la seva mare a Kingston, la capital. Una ciutat on els habitants de les zones rurals es traslladaven per millorar la seva situació econòmica.
Per desgràcia però, com la majoria de les famílies rurals, la seva destinació van ser els barris pobres i miserables, els quals van tenir una gran influència en la seva vida, així com la religió Rastafari, una barreja de profecies bíbliques, filosofia naturista i nacionalisme negre.
El 1963 participà en la formació del grup musical, 'Wailing Wailers', llençant un primer senzill que arribaria al primer lloc de les llistes jamaicanes. Marley es va convertir llavors, en un dels primers a escriure cançons sobre els joves delinqüents del ghetto de Kingston. El 1966, es va casar amb Rita Anderson, i poc després d'anar a viure una temporada amb la seva mare, la creença en la religió Rastafari va créixer, reflectint-se en les seves cançons.
Més tard, amb els seus amics Bunny i Peter, crearen un nou grup, 'The Wailers'.
A causa de l''espiritualitat' que emetien les seves cançons, van tenir problemes per trobar representants, fet que els restà gran part de l'èxit que esperaven. A principis dels setanta, s'alien amb Lee Perry, un productor que revoluciona el seu treball, donant com a resultat algunes de les seves millors obres, com 'Soul Rebel', 'Small Axe', '400 Years', etc.

Estrella de Bob Marley, al Passeig de la Fama.

El 1972, el grup edita el seu primer àlbum, 'Catch a Fire', que va tenir gran èxit, fet que el va dur a la casa discogràfica a realitzar una gira per Anglaterra i Estats Units.
El 1973 va sortir a la llum el seu nou disc, 'Burnin', amb noves versions dels seus vells temes. El 1975 Bunny i Peter deixen el grup per a dedicar-se a la seva carrera en solitari.
Els substituïxen al grup la dona de Bob, Marcia Griffiths i Judy Mowatt, trio de veus femenines que es van anomenar I-Threes. El grup va passar a denominar-se 'Bob Marley & The Wailers'.
El 1976 es va publicar 'Rastaman Vibrations', a dalt a les llistes d'èxits i sent considerat com el més clar exponent de les creences de Bob.
El 5 de desembre de 1976, Bob es disposava a fer un concert a Jamaica, com a reivindicació de la pau i els drets dels ciutadans de la seva pàtria. Però uns desconeguts el van atacar abans del concert, encara que sense ferir-lo. Després d'aquest atemptat, Bob Marley abandonà Jamaica i es va traslladar a Florida, multiplicant les seves gires per EUA, Europa i Àfrica.
L'any següent es va editar l'àlbum 'Exodus', que es va convertir en un supervendes a Anglaterra.
El 1978, van publicar 'Kaya', un nou èxit amb cançons d'amor i d'homenatge a la marihuana. Després de la publicació del disc 'Babylon By Bus', fruit d'una gira per Europa i Amèrica, Bob va visitar Àfrica, fet que li va inspirar un nou àlbum, 'Survival', homenatge a la pàtria africana.
Uns anys més tard, el 1980, publicà 'Uprising', l'èxit del qual va ser arrasador, propiciant una nova gira europea que va batre tots els rècords d'assistència.
En finalitzar la gira europea, Bob va caure greument malalt i morí de càncer, descobert casualment arran d'una lesió que es va fer jugant a futbol. L'11 de maig de 1981 Bob Marley moria a un hospital de Miami als 36 anys.
El seu cos va ser traslladat a la seva ciutat natal, Nine Mile, on descansa en un mausoleu. Al seu funeral van acudir el primer ministre i altres personalitats del seu país.

## Vida personal

### Religió i creences

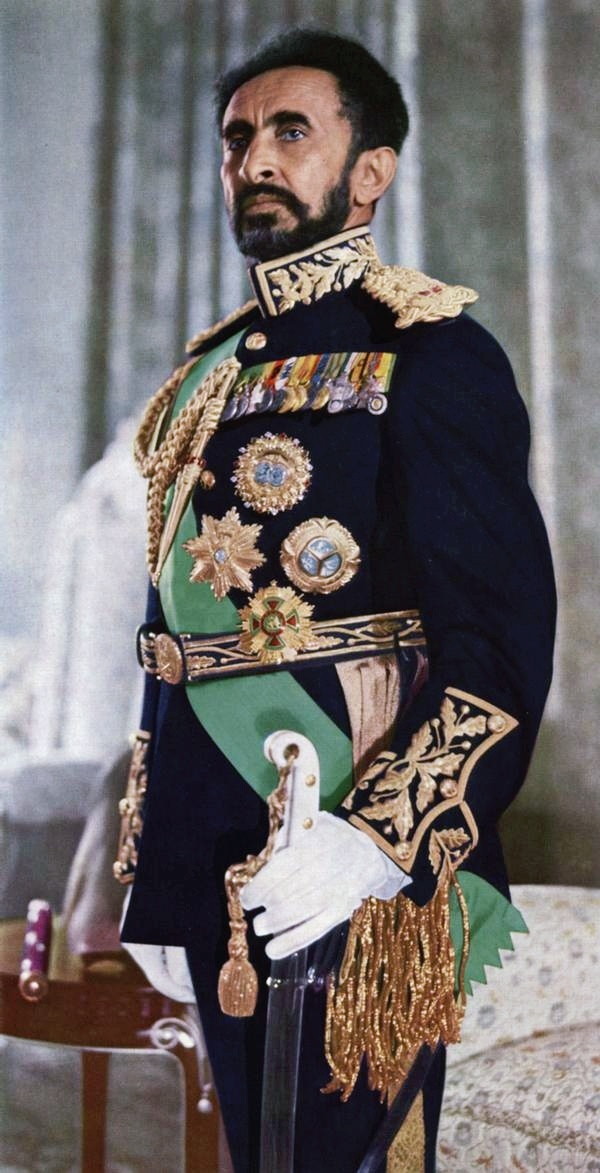
Haile Selassie I, emperador d'Etiòpia de 1930 a 1974, va ser una de les inspiracions de Marley.

Marley va ser un membre de llarga data del moviment rastafari, la cultura del qual va ser un element clau en el desenvolupament del reggae. Es va convertir en un fervent defensor del rastafarisme, traient la seva música fora de les zones socialment desfavorides de Jamaica cap a l'escena musical internacional. En aquesta faceta de rastafari, Marley sentí que Haile Selassie I d'Etiòpia era una encarnació de Déu o Jah. No obstant això, posteriorment va acabar convertint-se al cristianisme ortodox etíop i va ser batejat per l'arquebisbe Abuna Yesehaq amb el nom de Berhane Selassie, el 4 de novembre de 1980, poc abans de la seva mort.
Com a rastafari, Marley va donar suport a la legalització del cànnabis o ganja, que els rastafaris creuen que és una ajuda per a la meditació. Marley va començar a consumir cànnabis quan es va convertir a la fe rastafari el 1966. Marley va ser arrestat el 1968 després de ser capturat amb cànnabis, però va continuar consumint marihuana d'acord amb les seves creences religioses. Sobre el seu ús, Marley va dir: «Quan fumes herba, l'herba et revela. Tota la maldat que fas, l'herba te la revela a tu mateix, la teva consciència, et mostra clar, perquè l'herba et fa meditar. És només un natural i creix com un arbre». Marley va veure l'ús de marihuana com un factor vital en el creixement religiós i la connexió amb Jah, així com una manera de filosofar i ser més savi.
Marley era un panafricanista i creia en la unitat dels africans a tot el món. Les seves creences estaven arrelades en les seves creences religioses rastafari. Marley es va inspirar substancialment en Marcus Garvey i tenia temes antiimperialistes i panafricanistes en moltes de les seves cançons, com ara  Zimbabwe , Exodus, Survival, Blackman Redemption i  Redemption Song . El darrer treu la influència d'un discurs de 1937 pronunciat per Marcus Garvey a Nova Escòcia. Marley va sostenir que la independència dels països africans de la dominació europea era una victòria per a tots els de la diàspora africana. A la cançó Àfrica Unite, canta el desig que tots els pobles de la diàspora africana s'ajuntin i lluitin contra Babilònia; de la mateixa manera, a la cançó Zimbabwe, Marley marca l'alliberament de tot el continent d'Àfrica, i evoca crides a la unitat entre tots els africans, tant dins com fora d'Àfrica.

### Família
Marley es va casar amb Alfarita Constantia Rita Anderson a Kingston, Jamaica, el 10 de febrer de 1966. Va tenir molts fills: tres van néixer de la seva dona Rita, i dos fills addicionals van ser adoptats de les relacions anteriors de Rita com a propis, i tenen el nom de Marley. El lloc web oficial de Bob Marley reconeix 11 fills.
Els que figuren al lloc oficial són:

#### Fills
Bob Marley va tenir 13 fills: quatre amb la seva dona Rita, dos d'adoptats i 7 amb altres dones:
1. Imani Carole, nascuda el 1963, filla de Cheryl Murray.
2. Sharon, nascuda el 23 de novembre de 1964, relació prèvia de la Rita.
3. Cedella, nascuda el 23 d'agost de 1967, filla de la Rita.
4. David Ziggy, nascut el 17 d'octubre de 1968, fill de la Rita.
5. Stephen, nascut el 20 d'abril de 1972, fill de la Rita.
6. Robbie, nascut el 16 de maig de 1972, fill de Pat Williams.
7. Rohan, nascut el 19 de maig de 1972, fill de Janet Hunt.
8. Karen, nascuda el 1973, filla de Janet Bowen.
9. Stephanie Marley, nascuda el 17 d'agost de 1974 de Rita i Owen Ital Tacky Stewart, un antic futbolista jamaicà. No obstant això, Bob va adoptar Stephanie com una de les seves, cosa que li donava dret a la seva propietat.[13]
10. Julian, nascut el 4 de juny de 1975, fill de Lucy Pounder.
11. Ky-Mani, nascut el 26 de febrer de 1976, fill d'Anita Belnavis.
12. Damian, nascut el 21 de juliol de 1978, fill de Cindy Breakspeare.
13. Makeda, nascut el 30 de maig de 1981, fill de Yvette Crichton.
14. Nahum, nascut el 28 d'agost de 1981, fill de Lucy Pounder.

Altres llocs han assenyalat persones addicionals que diuen ser membres de la família, com s'indica a continuació:
- Makeda va néixer el 30 de maig de 1981, a Yvette Crichton, després de la mort de Marley.[15] El llibre de Meredith Dixon la enumera com a filla de Marley, però no apareix com a tal al lloc web oficial de Bob Marley.

- Diversos llocs web, per exemple,[16] també enumeren Imani Carole, nascuda el 22 de maig de 1963, de Cheryl Murray; però ella no apareix al lloc web oficial de Bob Marley.[15]

Marley també té diversos néts notables, inclosos els músics Skip Marley i YG Marley, el jugador de futbol americà Nico Marley, la model Selah Marley i la cineasta Donisha Prendergast.

### Futbol associatiu
A part de la música, el futbol associatiu va tenir un paper important al llarg de la vida de Marley. A més de jugar, als aparcaments, als camps i fins i tot a l'interior dels estudis de gravació, Marley va seguir creixent el club brasiler Santos i el seu jugador estrella Pelé i també va ser partidari del club de futbol anglès Tottenham Hotspur i del migcampista argentí Ossie Ardiles, que va jugar al club durant una dècada a partir de 1978.
Marley es va envoltar de gent d'aquest esport i, als anys 70, va fer del futbolista internacional jamaicà Allan Skill Cole el seu director de gira. Marley va dir a un periodista: «Si vols conèixer-me, hauràs de jugar a futbol contra mi i els Wailers».

### Automòbils
Dos dels cotxes que tenia Marley eren un BMW del 602 i posteriorment un E3 2500. Els va comprar pel nom. Marley va dir que BMW representava Bob Marley i els Wailers.

## Discografia

### Àlbums d'estudi
| Àlbum                        | Banda                    | Any         | Discogràfica     |                 |
| ---------------------------- | ------------------------ | ----------- | ---------------- | --------------- |
| The Wailing Wailers          | Soul Revolution Part II  | The Wailers | 1971             | Upsetter/Trojan |
| Best of the Wailers          | The Wailers              | 1972        | Beverley's       |                 |
| African Herbsman             | The Wailers              | 1973        | Upsetter/Trojan  |                 |
| Catch a Fire                 | The Wailers              | 1973        | Island/Tuff Gong |                 |
| Burnin'                      | The Wailers              | 1973        | Island/Tuff Gong |                 |
| Rasta Revolution             | Bob Marley & The Wailers | 1974        | Upsetter/Trojan  |                 |
| Natty Dread                  | Bob Marley & The Wailers | 1974        | Island/Tuff Gong |                 |
| Rastaman Vibration           | Bob Marley & The Wailers | 1976        | Island/Tuff Gong |                 |
| Exodus                       | Bob Marley & The Wailers | 1977        | Island/Tuff Gong |                 |
| Kaya                         | Bob Marley & The Wailers | 1978        | Island/Tuff Gong |                 |
| Survival                     | Bob Marley & The Wailers | 1979        | Island/Tuff Gong |                 |
| Uprising                     | Bob Marley & The Wailers | 1980        | Island/Tuff Gong |                 |
| Confrontation (àlbum pòstum) | Bob Marley & The Wailers | 1983        | Island/Tuff Gong |                 |

### Discs en directe
| Àlbum                             | Any  | Discogràfica     |
| --------------------------------- | ---- | ---------------- |
| Live!                             | 1975 | Island/Tuff Gong |
| Bob Marley in Saint Steven        | 1973 | Luisbiel Records |
| Live at the Lyceum                | 1975 | Island/Tuff Gong |
| Babylon by Bus                    | 1978 | Island/Tuff Gong |
| Talkin' Blues (gravat el 1973)    | 1991 | Island/Tuff Gong |
| Live at the Roxy (gravat el 1976) | 2003 | Island/Tuff Gong |

### Recopilatoris
| Àlbum                                                             | Any  | Discogràfica     |
| ----------------------------------------------------------------- | ---- | ---------------- |
| Interviews                                                        | 1981 | Island/Tuff Gong |
| Legend                                                            | 1984 | Island/Tuff Gong |
| Rebel Music                                                       | 1986 | Island/Tuff Gong |
| Songs of Freedom                                                  | 1992 | Island/Tuff Gong |
| Natural Mystic: The Legend Lives On                               | 1995 | Island/Tuff Gong |
| Bob Marley: Reggae Legend                                         | 1999 | St. Clair        |
| One Love: The Very Best of Bob Marley & The Wailers               | 2001 | Island/Tuff Gong |
| Bob Marley and The Wailers: Trenchtown Rock (Anthology '69 - '78) | 2002 | Trojan Records   |
| Gold                                                              | 2005 | Island/Tuff Gong |
| Africa Unite: The Singles Collection                              | 2005 | Island/Tuff Gong |
| Bob Marley and The Wailers. Universal Clasic                      | 2004 | Universal        |

## Tours
- Apr–Jul 1973: Catch a Fire Tour (England, USA)
- Oct–Nov 1973: Burnin' Tour (USA, England)
- Jun–Jul 1975: Natty Dread Tour (USA, Canada, England)
- Apr–Jul 1976: Rastaman Vibration Tour (USA, Canada, Germany, Sweden, Netherlands, France, England, Wales)
- May–Jun 1977: Exodus Tour (France, Belgium, Netherlands, Germany, Sweden, Denmark, England)
- May–Aug 1978: Kaya Tour (USA, Canada, England, France, Spain, Sweden, Denmark, Norway, Netherlands, Belgium)
- Apr–May 1979: Babylon by Bus Tour (Japan, New Zealand, Australia, Hawaii)
- Oct 1979–Jan 1980: Survival Tour (USA, Canada, Trinidad/Tobago, Bahamas, Gabon)
- May–Sep 1980: Uprising Tour (Switzerland, Germany, France, Norway, Sweden, Denmark, Belgium, Netherlands, Italy, Spain, Ireland, England, Scotland, Wales, USA)